# Bandera de Sant Agustí de Lluçanès
La bandera oficial de Sant Agustí de Lluçanès té el següent blasonament:
Bandera apaïsada, de proporcions dos d'alt per tres de llarg, bicolor vertical groc i vermell, amb una aspa de braços de gruix 1/9 de l'alçària del drap, vermella a la primera meitat i groga a la segona.
Va ser aprovada el 20 de gener de 2009 i publicada en el DOGC el 9 de febrer del mateix any amb el número 5314.